# 15 (альбом Ані Лорак)
«15» — десятий альбом української співачки Ані Лорак.

## Список пісень
1. «С первого взгляда»
2. «Семь ветров»
3. «Укради»
4. «Искала»
5. «Я не буду твоей»
6. «Спроси»
7. «Верни мою любовь»
8. «Я с тобой»
9. «Жду тебя»
10. «It's my life» (live)
11. «Я стану морем»
12. «Верни мою любовь» разом з Валерієм Меладзе
13. «С первого взгляда» (remix)